# Isabella Bird
Isabella Lucy Bird (Boroughbridge, 15 oktober 1831 - Edinburgh, 7 oktober 1904) was een 19e-eeuwse Engelse ontdekkingsreiziger, schrijver, fotograaf en natuurkenner. Samen met Fanny Jane Butler richtte ze het John Bishop Memorial-ziekenhuis op in Srinagar (India). Bird was de eerste vrouw die benoemd werd tot Fellow of the Royal Geographical Society.

## Jonge jaren
Bird werd geboren op 15 oktober 1831 in de Engelse stad Boroughbridge (Yorkshire), waar ook haar grootmoeder van moederszijde vandaan kwam en waar vanaf 1830 de eerste predikantsplaats van haar vader was. Haar ouders waren dominee Edward Bird (1794-1858) en zijn tweede vrouw Dora Lawson (1803-1866). Bird verhuisde verschillende keren tijdens haar kinderjaren. In 1832 werd haar vader benoemd als predikant in Maidenhead. In 1834 verhuisde het gezin weer - in verband met de slechte gezondheid van de vader - naar Tattenhall in Cheshire. De plaats werd hen aangeboden door de neef van vader Bird, dr. John Bird Sumner, die bisschop van Chester was. In hetzelfde jaar werd Isabella’s jongere zus, Henrietta, geboren.
Bird was al vanaf jonge leeftijd niet iemand die een blad voor de mond nam. Toen ze zes jaar oud was, vroeg ze het parlementslid van South Cheshire, Sir Malpas de Grey Tatton Egerton, terwijl hij aan het campagnevoeren was: "Zei je alleen maar tegen mijn vader dat mijn zusje mooi is omdat je zijn stem wilt?" De omstreden mening over werken op zondag van Edward Bird leidde ertoe dat zijn congregatie slonk en in 1842 verzocht hij om te worden overgeplaatst naar St. Thomas in Birmingham. Hier protesteerde men ook en uiteindelijk werd de geestelijke bekogeld ‘met stenen, modder en beledigingen.’ In 1848 verhuisde het gezin weer en na enige tijd in Eastbourne gewoond te hebben, gingen ze in de Wyton (Huntingdonshire, nu: Cambridgeshire) wonen.
Vanaf jonge leeftijd had Bird een zwak gestel: ze had last van rugklachten, chronische hoofdpijn en slapeloosheid. De dokter raadde haar aan om tijd door te brengen in de open lucht. Ze leerde paardrijden en later roeien. Haar enige scholing kreeg ze van haar ouders: haar vader was een enthousiaste plantkundige die haar onderwees in flora en haar moeder onderwees haar en haar zusje in een aantal verschillende vakken. Bird werd een boekenverslinder. Haar grote intelligentie en grote nieuwsgierigheid naar de wereld maakte het als snel onmogelijk voor haar brein en karakter om zich te laten verstikken en beperken door de strikte evangelisch-christelijke sfeer waarin ze haar kinderjaren doorbracht.
Toen Bird 16 jaar was, gaf ze haar eerste werk uit, een pamflet over vrije handel versus protectionisme, waarna ze artikelen bleef schrijven voor verschillende tijdschriften. In 1850 werd er ‘een fibreuze tumor in de buurt van haar ruggengraat verwijderd’. Bird bleef lijden aan moeilijk te definiëren kwalen waardoor ze last kreeg van vermoeidheid en slapeloosheid. Het gezin bracht zes zomers door in Schotland in de hoop dat het haar gezondheid zou verbeteren. Dokters drongen erop aan dat ze een zeereis zou maken en in 1854 begon haar leven van reizen met de kans om naar Amerika te varen samen met haar achterneef. Van haar vader ‘hoefde ze pas terug te komen als de [£]100 die hij haar gaf op was’. Haar ‘heldere beschrijvende brieven’ die ze naar het thuisfront stuurde, werden de basis van haar eerste boek, An Englishwoman in America (1856), dat werd gepubliceerd door John Murray. Murray bleef de rest van haar leven haar uitgever en werd een van haar beste vrienden.

## Middelbare leeftijd
Bird vertrok in 1872 weer uit Groot-Brittannië, eerst naar Australië, waar ze het niet leuk vond. Vervolgens reisde ze door naar Hawaii dat in Europa bekend stond als de Sandwich-eilanden. Haar liefde voor deze bestemming was de inspiratie voor haar tweede boek dat drie jaar later werd gepubliceerd. Ze beklom er de Mauna Kea en de Mauna Loa. Daarna vertrok ze naar Colorado, in die tijd de nieuwste staat van Amerika, waarover ze had gehoord dat de lucht er uitstekend was voor mensen met een slechte gezondheid. In 1873 reed ze te paard bijna 1300 kilometer door de Rocky Mountains. Dit deed ze in praktische kleren en op een mannenzadel: al dreigde ze The Times aan te klagen voor het zeggen dat ze zich kleedde als een man. Haar brieven aan haar zus, die eerst werden gedrukt in het tijdschrift The Leisure Hour, bevatte het vierde en misschien ook het meest beroemde boek van Bird, A Lady’s Life in the Rocky Mountains.
De tijd die Bird doorbracht in de Rockies werd vooral verlevendigd toen ze kennismaakte met Jim Nugent (‘Rocky Mountain Jim’), een stereotiepe outlaw met maar een oog en een voorkeur voor geweld en poëzie. "Een man waar iedere vrouw van houdt, maar met wie geen enkele vrouw met gezond verstand zou trouwen", zei Bird in een gedeelte van haar brieven dat niet werd gepubliceerd. Nugent leek ingenomen te zijn door haar onafhankelijke geest, maar uiteindelijk verliet ze de Rockies en haar ‘dear desperado’.’ Nugent werd nog geen jaar later doodgeschoten.

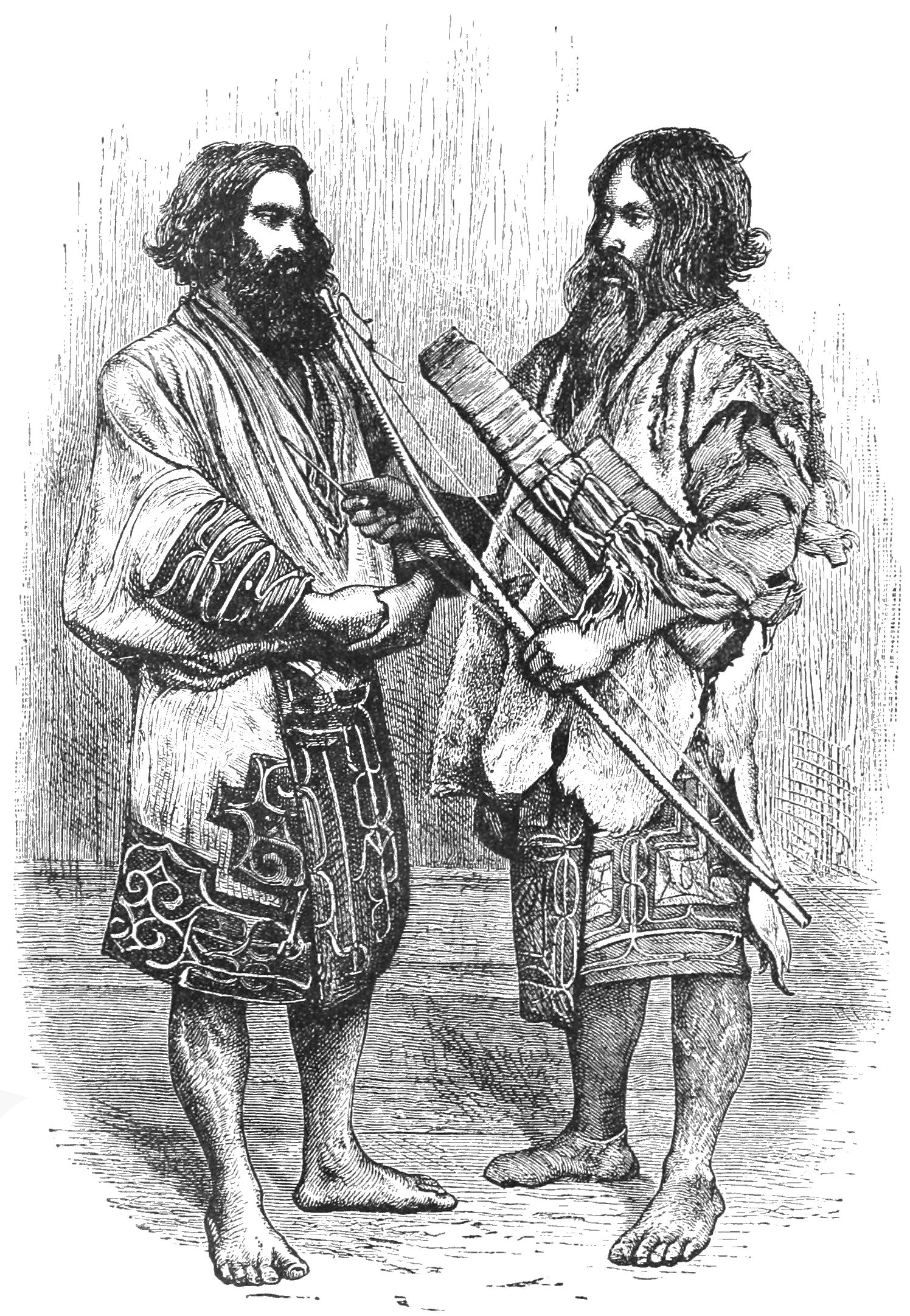
Twee mannen van het Ainovolk, uit het boek Unbeaten Tracks in Japan dat werd gepubliceerd in 1880

Thuis werd Bird weer het hof gemaakt, dit keer door dr. John Bishop, een chirurg van in de dertig uit Edinburgh. Ze ging weer op reis, dit keer naar Azië: Japan, China, Korea, Vietnam, Singapore en Maleisië. Toen haar zus Henrietta in 1880 stierf aan tyfus, accepteerde ze het huwelijksaanzoek van John Bishop. Ze trouwden in februari 1881. Vanaf toen ging de gezondheid van Bird achteruit, maar ze herstelde volledig nadat John Bishop stierf in 1886. Ze erfde een grote som geld. Omdat ze het gevoel kreeg dat ze haar eerdere reizen erg amateuristisch had aangepakt, ging ze geneeskunde studeren en besloot ze om als zendeling te gaan reizen. Ondanks dat ze bijna 60 jaar oud was, vertrok ze naar India.

## Latere leeftijd

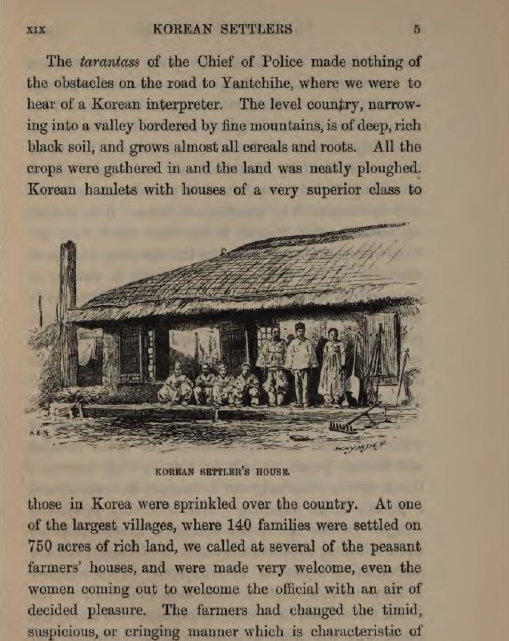
Korea and her Neighbours (1898)

Bird kwam in 1889 aan op het Indisch subcontinent en bezocht zendelingenmissies in India en Ladakh aan de grens met Tibet en reisde toen door Perzië, Koerdistan en Turkije. In India werkte ze samen met Fanny Jane Butler om het John Bishop Memorial Hospital op te richten in nagedachtenis van haar pas overleden echtgenoot. Het volgende jaar sloot ze zich aan bij een Britse legereenheid die op een neer reisde tussen Bagdad en Teheran. Ze verbleef bij de commandant van de eenheid tijdens zijn controlewerkzaamheden in de regio, gewapend met een revolver en een medicijnkoffer die werd geleverd door het bedrijf van Henry Wellcome in Londen, wat gezien kan worden als een vroeg voorbeeld van bedrijfsponsoring.
Doordat Bird tientallen jaren in dagbladen en tijdschriften verscheen, werd ze een begrip. In november 1892 werd ze de eerste vrouw die als lid werd toegelaten tot de Royal Geographical Society. Ook werd ze verkozen tot lid van de Royal Photographic Society op 12 januari 1897. Haar laatste grote reis ondernam ze in 1897 langs de Yangtze en de Han, twee rivieren in respectievelijk China en Korea. Later reisde ze nog naar Marokko, waar ze de Berbers ontmoette en ze een ladder nodig had om op de zwarte hengst te klimmen die ze cadeau had gekregen van de sultan.

## Overlijden

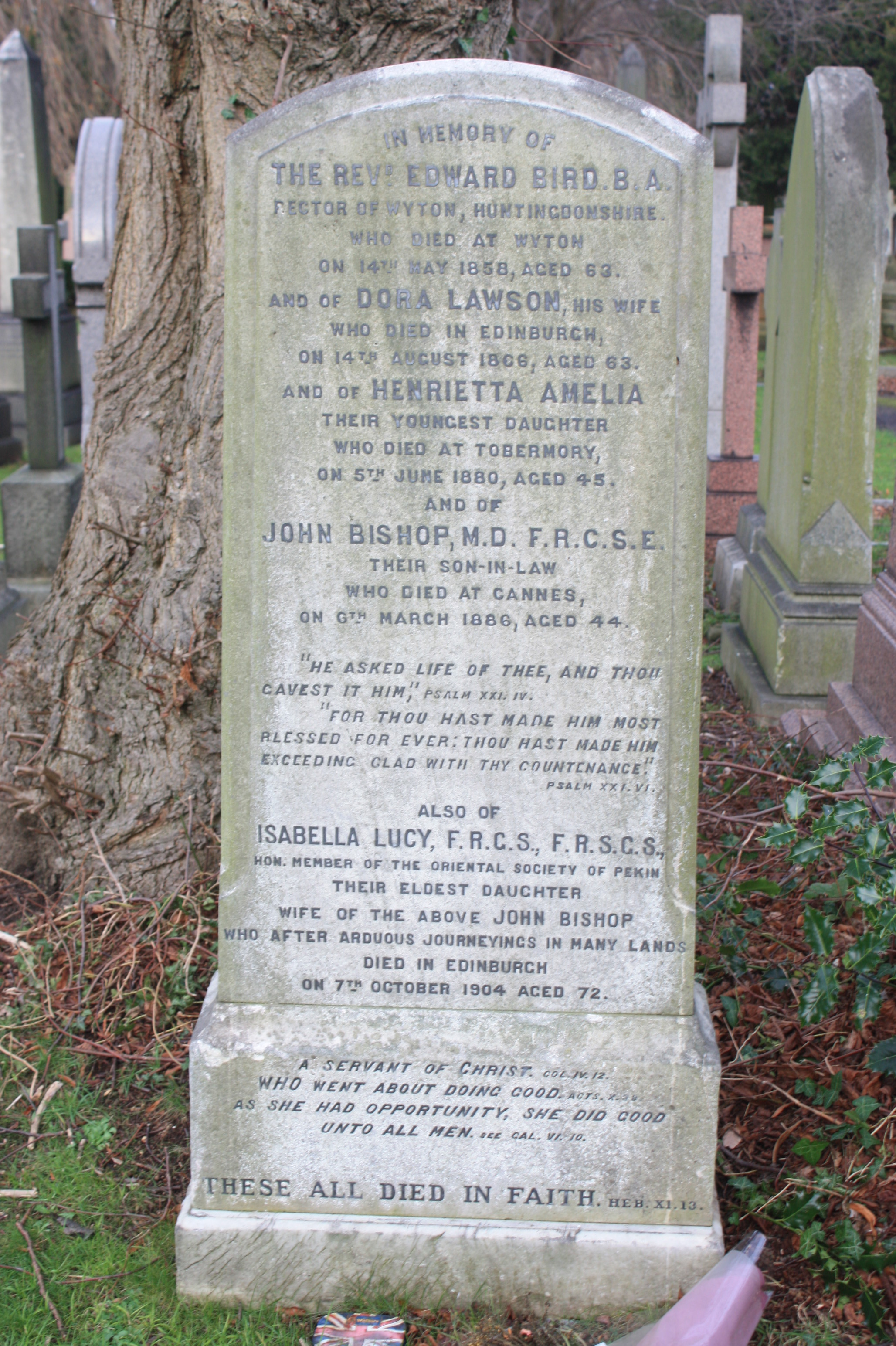
Het graf van Isabella Bird, Dean Cemetry (Edinburgh)

Een paar maanden nadat ze terug was gekomen uit Marokko werd Bird ziek en stierf op 7 oktober 1904 in haar huis op Melville Street 16 in Edinburgh. Ze werd begraven op de begraafplaats Dean Cemetery in het westen van Edinburgh. Haar ouders, zus en echtgenoot liggen daar ook begraven. Het graf ligt in het smalle zuidelijke deel van de begraafplaats. Bird was een reis naar China aan het plannen toen ze kwam te overlijden. The Spectator schreef: "Er is nog nooit iemand geweest die zulke avonturen heeft meegemaakt als Miss Bird."

## Nalatenschap
- Caryl Churchill gebruikte Bird als een personage in haar toneelstuk Top Girls (1982). Veel dialogen die Churchill schreef komen uit het werk van Bird.
- Bird komt ook aan bod in Bedrock: Writers on the Wonders of Geology (2006), uitgegeven door Lauret E. Savoy, Eldridge M.Moores en Judith E. Moores (Trinity University Press), waarin wordt gekeken naar hoe er door de jaren heen werd geschreven over de aarde en zijn geologische kenmerken en naar hoe de aarde door deze geschreven werken eer wordt betoond.
- Bird is ook de hoofdpersoon van de manga Fushigi no Kuni no Bird, een stripverhaal over haar reizen naar Japan.
- De klokkentoren bij de haven van Tobermory (een dorp op het Schotse eiland Mull) werd bekostigd door Bird ten nagedachtenis aan haar geliefde zus Henrietta. Het werd ontworpen door bergbeklimmer en ontdekkingsreiziger Edward Whymper.